# Eduard Grisebach
Eduard Grisebach, född 9 oktober 1845, död 22 mars 1906, var en tysk författare.
Grisebach debuterade 1869 med en anonym diktsamling, Der neue Tannhäuser, kännetecknad av en egenartad blandning av stark sinnlighet och schopenhauersk världssmärta. Grisebach skrev vidare litteraturhistoriska studier, i vilka han framhöll författare som Heinrich von Kleist, Gottfried August Bürger, E.T.A. Hoffmann och Christian Dietrich Grabbe. Grisebach var även verksam som översättare från kinesiska, som bibliofil och som förtjänt Schopenhauerforskare och utgivare.